# Ciudad de Lorca Club de Fútbol
El Ciudad de Lorca era un club de fútbol de España, de la ciudad de Lorca en Murcia. Fue fundado en 1999 como Atlético Abarán y se trasladó en 2004 a Cartagena convirtiéndose en Cartagena Promesas. En el verano de 2006 se mudó a San Pedro del Pinatar pasando a denominarse Club Imperial Promesas, en enero de 2007 se fue a la pedanía murciana de Rincón de Seca, titulándose Club Imperial Promesas-Rincón de Seca y, finalmente, en el verano de ese mismo año 2007 aterrizó en Lorca y adoptó el nombre de Ciudad de Lorca C.F.. Desapareció en 2009.

## Historia
El club se fundó en el año 1999 como Atlético Abarán. En 2001 asciende a Tercera División y cambia su nombre por Abarán Club de Fútbol. En el verano de 2004 el FC Cartagena compra y traslada el equipo a la ciudad departamental, cambiando el nombre a Cartagena Promesas Club de Fútbol, siendo el equipo filial. Juega sus partidos en el Estadio Cartagonova y está entrenado por Paco Pliego. En su primera temporada en Tercera finaliza 11º y en la temporada 2005/06 consigue clasificarse para el play-off de ascenso. En la primera eliminatoria es eliminado por el Villarreal CF B. Para la temporada 2006/07 surgen discrepancias entre el club y el FC Cartagena y se rompe el contrato de filialidad. El Cartagena Promesas se marcha a jugar a San Pedro del Pinatar y en enero a Rincón de Seca como Club Imperial Promesas.
En la temporada 2007-2008 un empresario lorquino adquiere el club y lo traslada a Lorca, cambiando el nombre por Ciudad de Lorca Club de Fútbol. En su primera temporada en Lorca consigue la permanencia con muchos apuros. En su segunda temporada en la ciudad del Sol se ve envuelto en numerosos problemas. Primero los jugadores contratados en un principio se marchan a los pocos meses a no abonárseles sus salarios, por lo que el equipo se ve obligado a jugar con juveniles y cadetes. Tras perder contra el Caravaca por 11 a 0, se convierten en el equipo más goleado de España. Tras caer contra el Mazarrón encajando de nuevo un 11 a 0, desciende matemáticamente a Territorial Preferente. Tras descender a Preferente, arrastrando una deuda de 40.000 €, Gori intenta vender la plaza en Preferente a Antonio Baños y a Cristóbal Alcántara pero no se llega a un acuerdo. El equipo no se inscribe en Preferente y desaparece.

## Uniforme
- Uniforme titular: Camiseta blanquiazul, pantalón zaul y medias azules.
- Uniforme suplente: Camiseta naranja, pantalón naranja y medias blancas.

### Evolución del uniforme
| 1999 - 2004 | 2004 - 2006 | 2006 - 2007 | 2007 - 2009 |

## Estadio
- Estadio Alfonso Embarre, en el barrio lorquino de San Cristóbal.

## Datos del club
- Temporadas en Primera División: 0
- Temporadas en Segunda División: 0
- Temporadas en Segunda División B: 0
- Temporadas en Tercera División: 8

## Palmarés
- No ganó ningún campeonato.